# Islandia na Mistrzostwach Świata w Lekkoatletyce 2019
Islandia na Mistrzostwach Świata w Lekkoatletyce 2019 – reprezentacja Islandii podczas mistrzostw świata w Doha liczyła tylko jednego zawodnika, dyskobola Guðni Valur Guðnason.

## Skład reprezentacji

### Mężczyźni
| Zawodnik             | Konkurencja  | Kwalifikacje | Kwalifikacje | Finał | Finał   |
| Zawodnik             | Konkurencja  | Wynik        | Pozycja      | Wynik | Pozycja |
| -------------------- | ------------ | ------------ | ------------ | ----- | ------- |
| Guðni Valur Guðnason | rzut dyskiem | 53,91 m      | 32.          | NQ    | NQ      |